# Сельское поселение «Деревня Бронцы»
Сельское поселение «Деревня Бронцы» — муниципальное образование в составе Ферзиковского района Калужской области России.
Центр — деревня Бронцы

## Состав
В поселение входят 10 населённых мест:
| №  | Населённый пункт | Тип населённого пункта          | Население |
| -- | ---------------- | ------------------------------- | --------- |
| 1  | Богдановское     | село                            | ↘1        |
| 2  | Бронцы           | деревня, административный центр | ↗680      |
| 3  | Зверохозяйство   | населённый пункт                | ↗81       |
| 4  | Коврово          | деревня                         | ↗98       |
| 5  | Кривцово         | деревня                         | ↗9        |
| 6  | Меревское        | деревня                         | ↘68       |
| 7  | Николаевка       | деревня                         | →14       |
| 8  | Раевское         | село                            | ↘15       |
| 9  | Степановское     | деревня                         | ↗17       |
| 10 | Чудненки         | деревня                         | ↘0        |

## Население
| 2010  | 2012  | 2013  | 2014  | 2015  | 2016  | 2017  |
| ----- | ----- | ----- | ----- | ----- | ----- | ----- |
| 959   | ↗980  | ↗1077 | ↗1119 | ↘1036 | ↘1026 | ↗1030 |
| 2018  | 2019  | 2020  | 2021  |       |       |       |
| ↗1064 | ↘1051 | ↗1068 | ↘838  |       |       |       |